# Guerra tra Crociati e Selgiuchidi
La guerra tra Crociati e Selgiuchidi iniziò quando la prima crociata strappò dei territori ai Turchi Selgiuchidi, durante l'assedio di Nicea nel 1097, e durò fino a quando Zangi divenne atabeg di Aleppo, nel 1128; da questa data i Zengidi divennero la principale minaccia da nord ed est per i Crociati.

Il conflitto, in generale, fu combattuto tra i Crociati europei da una parte ed i Turchi selgiuchidi ed i loro stati vassalli dall'altra.
Occasionalmente gli emirati musulmani siriani si allearono con i cristiani contro gli stati rivali.
La guerra coincise con la conquista della Terra santa e l'iniziale periodo di espansione da parte dei Crociati.

## Prima crociata
Durante la Prima Crociata, dopo la conquista di Nicea e la resa della sua guarnigione selgiuchiede, i Crociati puntarono verso l'entroterra dell'Anatolia.
Nella battaglia di Dorylaeum, in un duro combattimento sconfissero il principale esercito selgiuchide.
Nel 1098 i Crociati iniziarono l'assedio di Antiochia che conclusero con successo.
Subito dopo mantennero la loro conquista sconfiggendo un esercito inviata dal Sultano selgiuchide di Baghdad.
Il grosso dell'esercito latino proseguì, catturando un'importante città con l'assedio di Ma'arrat al-Nu'man.
Dopo queste vittorie molti degli emiri locali cooperarono con i cristiani nella speranza che questi proseguissero nel loro cammino, andando a molestare un altro governante.
Presto i Crociati lasciarono il territorio selgiuchide e, nel 1099, assediarono Gerusalemme conquistando la Città Santa dai Fatimidi d'Egitto con grande spargimento di sangue.

## 1100 - 1104, battuta d'arresto per i Crociati
La serie di successi dei Crociati terminò bruscamente.
Boemondo I d'Antiochia fu catturato dai Turchi Danishmendidi nella battaglia di Melitene del 1100.
La Crociata del 1101 finì in un disastro quando tre separate colonne dei Crociati caddero in imboscate nell'Anatolia centrale e furono virtualmente annientate dagli eserciti selgiuchidi.
Alcuni dei bene armati e montati leader sopravvissero, ma i soldati appiedati furono per la maggior parte massacrati o resi schiavi.
Una decisiva sconfitta dei Crociati nella battaglia di Harran del 1104 "pose fine per sempre all'espansione cristiana sull'Eufrate."

## 1105 - 1109, consolidamento delle posizioni dei Crociati
Nel 1105 Toghtigin di Damasco inviò rinforzi turchi in aiuto dell'Egitto Fatimide, ma gli alleati furono sconfitti nella terza battaglia di Ramla.
Quello stesso anno nella battaglia di Artah, l'esercito del Principato d'Antiochia guidato da Tancredi colse una vittoria su Fakhr al-Mulk Radwan di Aleppo.
Questo pose Aleppo in una posizione difensiva per qualche anno.
Il settennale assedio di Tripoli si concluse finalmente nel 1109 quando il porto cadde e divenne la capitale della latina Contea di Tripoli.

## 1110 - 1119, contrattacco dei Selgiuchidi
A partire dal 1110 il sultano selgiuchide Muhammad I di Baghdad ordinò invasioni degli Stati crociati per sei anni consecutivi. "Nel 1110, 1112 e 1114 l'obiettivo fu la città di Edessa; nel 1113 fu invasa la Galilea e nel 1111 e 1115 i possedimenti latini che si estendevano ad oriente dell'Oronte, tra Aleppo e Shayzar."
Nella battaglia di Shayzar del 1111 i Crociati guidati dal re di Gerusalemme Baldovino I si scontrarono con l'esercito di Mawdud di Mosul in una estesa schermaglia davanti alle mura della città siriana.
Mawdud sconfisse l'esercito di Baldovino nella battaglia di Al-Sannabra del 1113.
Dopo una lunga campagna, l'esercito di Bursuq bin Bursuq di Hamadan fu messo in rotta, nel 1115 alla battaglia di Sarmin dalle forze antiochene di Ruggero di Salerno.
Ilghazi di Mardin ed Aleppo distrusse l'esercito di Antiochia ed uccise Ruggero di Salerno nella Battaglia dell'Ager Sanguinis del giugno 1119.
Baldovino II di Gerusalemme intervenne rinforzando rapidamente Antiochia con forze dal regno di Gerusalemme e dalla contea di Tripoli, così i Crociati vinsero la battaglia di Hab quello stesso agosto ponendo rimedio alla situazione.

## 1120 - 1128 consolidamento delle posizioni dei Crociati
L'anno 1124 vide la caduta di Tiro in mano ai Crociati che, nel 1125 trionfarono anche nella battaglia di Azaz, costringendo di nuovo Aleppo sulla difensiva.
Tuttavia i cristiani furono poi sconfitti nella battaglia di Marj al-Suffar del 1126, subendo tali perdite da non essere in grado di conquistare Damasco.

## Tattiche di combattimento
Le sconfitte dei musulmani durante la prima crociata, in realtà, furono causate dallo stile di guerra degli occidentali, molto diverso da quello dei bizantini, contro i quali erano abituati a combattere turchi ed arabi.
Mentre i bizantini facevano tutto il possibile per evitare le grandi battaglie, preferendo le manovre complesse per sfiancare l'avversario ed attaccarlo da una posizione di forza per obbligarlo a ritirarsi (strategia indiretta, considerata più economica e meno rischiosa), i cristiani occidentali, al contrario, cercavano di colpire con forza l'avversario per distruggerlo (strategia diretta, si ottengono maggiori risultati in caso di successo).
Inoltre i crociati, come i bizantini, disponevano di una fanteria pesante mentre i musulmani non ebbero mai altro che una fanteria leggera. L'arma principale dei baroni dell'Europa occidentale fu dunque la cavalleria pesante che combatteva cercando lo scontro mentre le cavallerie islamiche vicino-orientali erano leggere e preferivano combattere a distanza.
Se i comandanti crociati erano abbastanza abili da portare il nemico a prendere posizione su un terreno piatto e libero, la loro cavalleria pesante poteva ingaggiare il combattimento nelle condizioni più favorevoli, sfondando e portando al collasso lo schieramento di fanteria e cavalleria leggere che si trovava di fronte, anche in caso di grande superiorità numerica dell'avversario.
Inseguire il nemico in fuga era in generale impossibile per la differenza di mobilità.
A partire dall'Ager da Sanguinis, turchi ed arabi evitarono il più possibile i combattimenti in pianura, cosa non troppo difficile vista la natura del terreno in quelle regioni.
I crociati in Oriente avevano altri due vantaggi:
- un'incontestabile superiorità nella poliorcetica (fortificazioni ed assedi), la feudalità occidentale aveva donato loro tutta la conoscenza tecnica necessaria;
- una non meno incontestabile superiorità navale, che permise d'inviare rinforzi verso il Mediterraneo orientale per due secoli, elemento indispensabile per compensare la loro enorme inferiorità numerica in confronto alle forze dei difensori locali.

Inoltre essi godevano anche di:
- una incontestabile superiorità nell'addestramento delle élite: nel mondo musulmano (e in quello bizantino) non c'era nulla di simile ai cavalieri feudali occidentali, cresciuti fin da bambini come uomini di guerra. Caricando lancia in resta contro le file avversarie, sviluppavano una forza d'urto ineguagliata dalle più leggere cavallerie turche, arabe e anche bizantine;
- una qual certa superiorità nell'equipaggiamento, in particolare i pesanti usberghi (lunghe e resistenti cotte di maglia) di cui si bardavano cavalieri e cavalli permettevano loro di resistere al tiro degli archi avversari (ed essendo l'arco l'arma principale dei musulmani ciò si rivelò un elemento di grandissima importanza).